# فرانسيس غرانت
فرانسيس غرانت (بالإنجليزية: Frances Grant)‏ هي راقصة وممثلة أمريكية، ولدت في 15 فبراير 1909 في Roxbury, Boston ‏ في الولايات المتحدة، وتوفيت في 20 فبراير 1982 في ليكسينغتون في الولايات المتحدة.

## وصلات خارجية
- فرانسيس غرانت على موقع IMDb (الإنجليزية)
- فرانسيس غرانت على موقع قاعدة بيانات الأفلام السويدية (السويدية)
- فرانسيس غرانت على موقع قاعدة بيانات الفيلم (الإنجليزية)
- فرانسيس غرانت على موقع كينوبويسك (الروسية)